# Wellblech

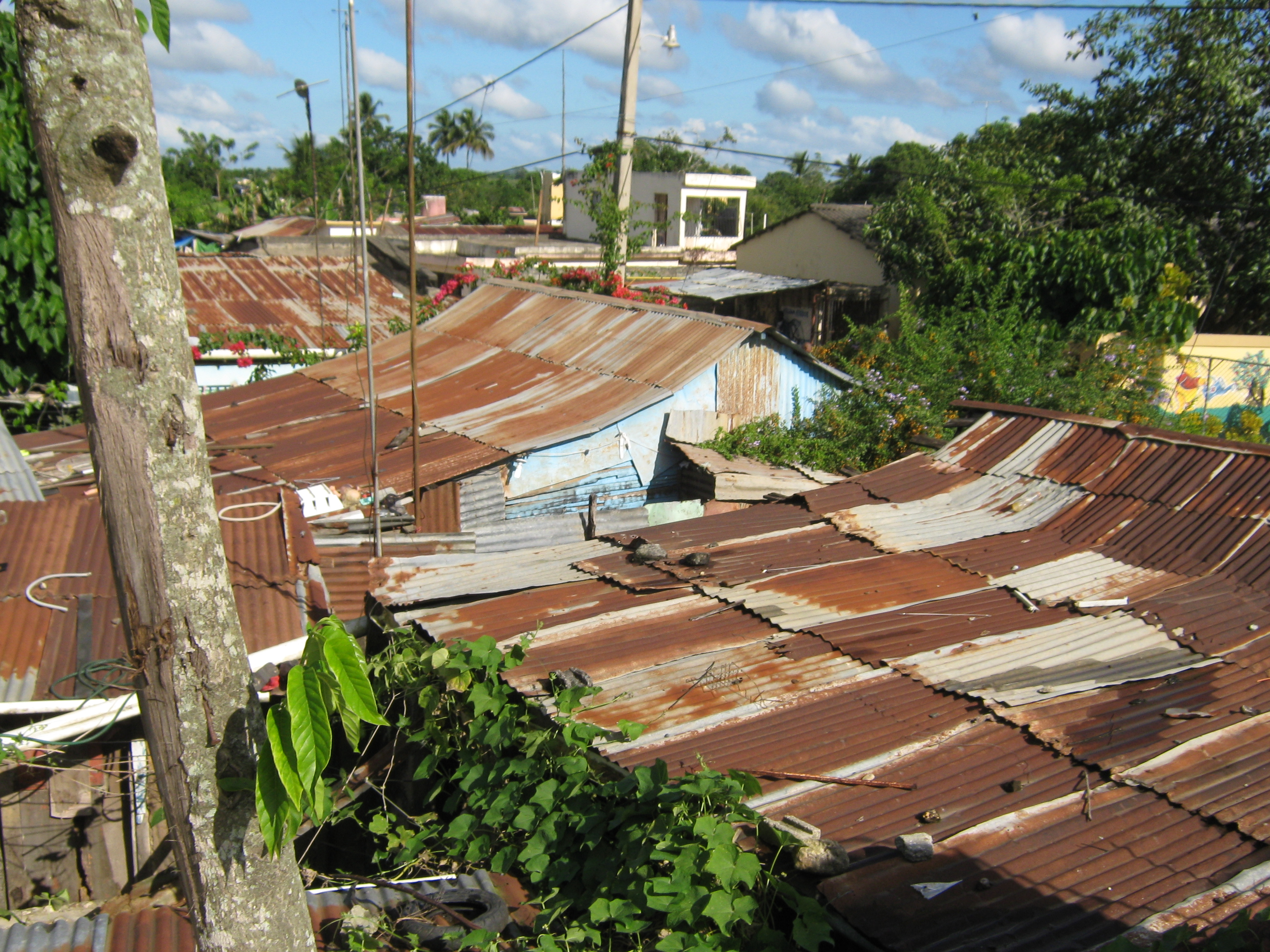
Slumdächer aus Wellblech

Als Wellblech bzw. Wellprofil (nach IFBS e. V.) bezeichnet man eine Blechtafel mit wellenförmigem Profil, das Steifigkeit und Tragfähigkeit in Längsrichtung wesentlich verbessert und die Verwendung als Dachdeckung ermöglicht.

## Herstellung
Wellblech wird überwiegend aus Aluminium oder feuerverzinktem Stahl gefertigt. Seltener wird Stahlblech mit einer Beschichtung aus Zink-Aluminium-Legierung verwendet (Galvalume).
Die ersten hergestellten Wellbleche besaßen eine nur geringe Wellenhöhe. Heute werden Trapezbleche mit Steghöhen von bis zu 20 cm bei nur 0,5 mm Blechdicke hergestellt. Die Herstellung erfolgt hauptsächlich durch Walzprofilieren bzw. Breitbandprofilieren.

## Geschichte

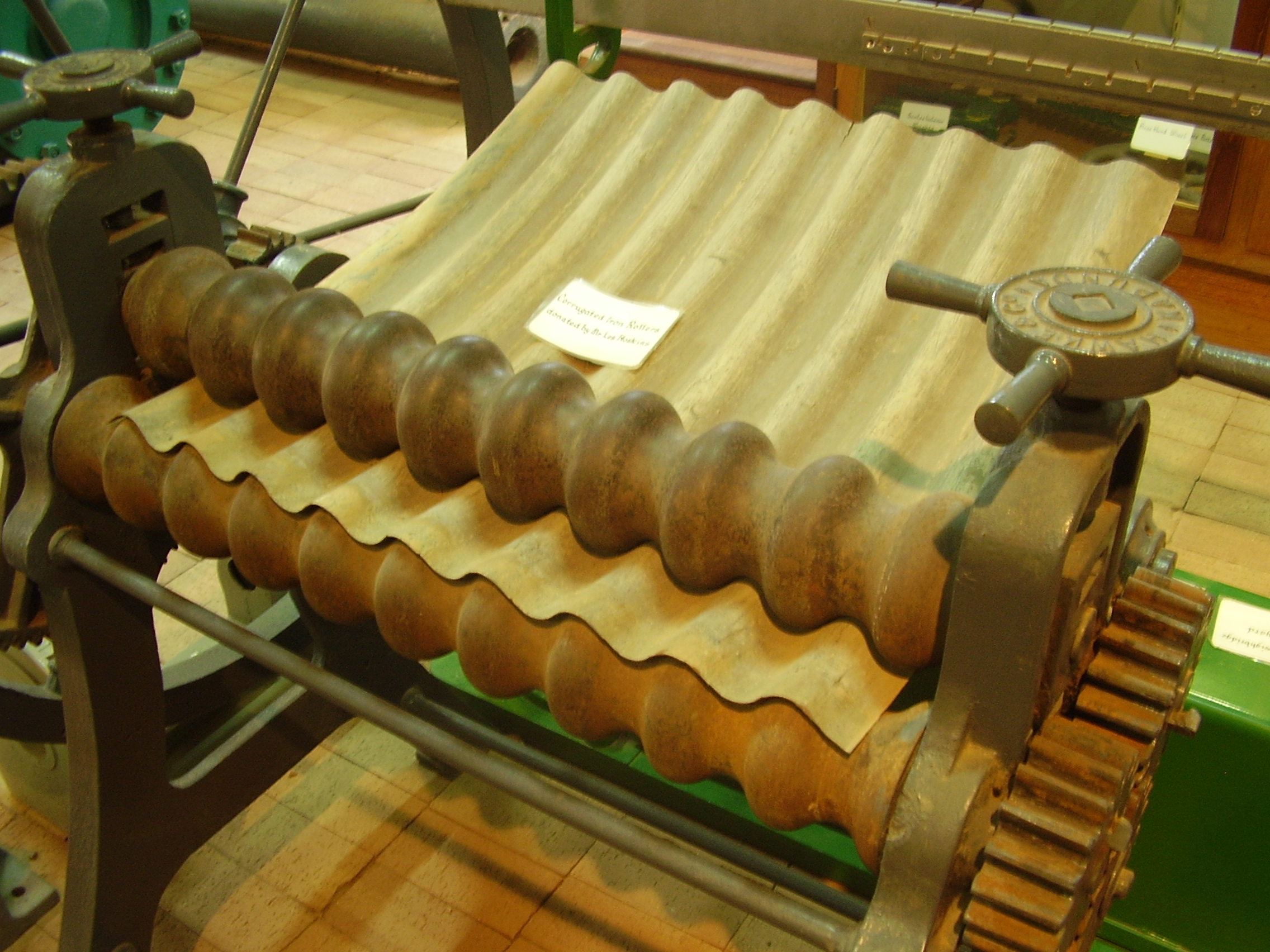
Historische Walzmaschine zum Rundwalzen von Wellblech

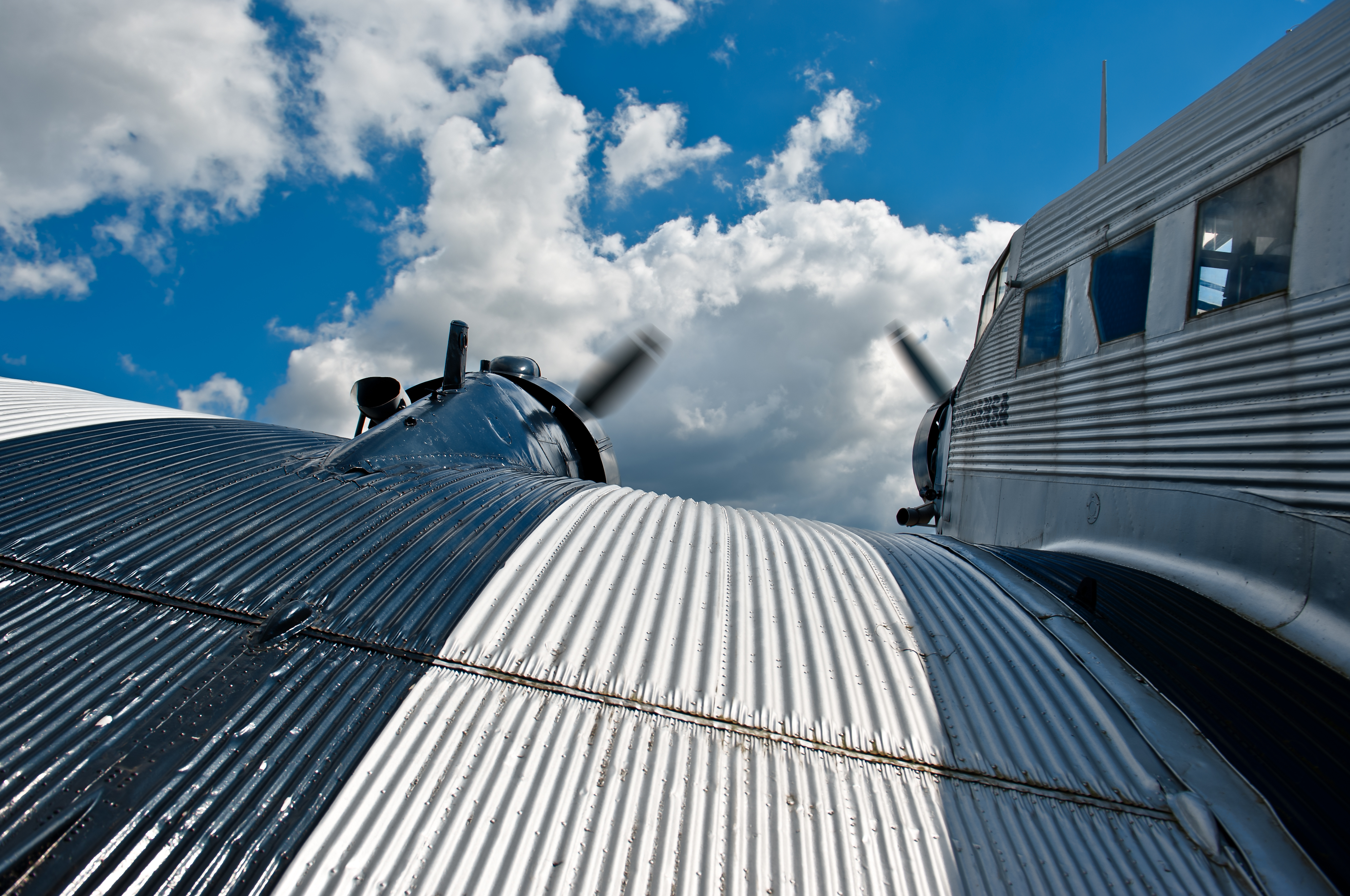
Wellblechrumpf und Flügel einer Junkers Ju 52

Henry Robinson Palmer, ein Ingenieur bei den London Docks, gilt als Erfinder und ließ Wellblech 1829 patentieren. Nach dem Auslaufen des Patents im Jahr 1843 wurde das Wellblech zu einem wichtigen, weltweit verwendeten Baumaterial. Seit den 1850er Jahren wurde es zur Dachdeckung in England verwendet. Bei der Besiedlung des Westens der USA und ab 1900 in Australien und Neuseeland wurde Wellblech zur schnellen Errichtung von neuen Siedlungen verwendet.
Der Barmer Industrielle Carl Ludwig Wesenfeld schuf die Voraussetzung für die weltweite Verbreitung und Anwendung von Wellblech sowohl als Baustoff als auch im Maschinenbau, indem er 1875 „das eigentliche Trägerwellblech herstellte, bei dem die Wellenhöhe größer ist als die halbe Wellenbreite“.

## Verwendung

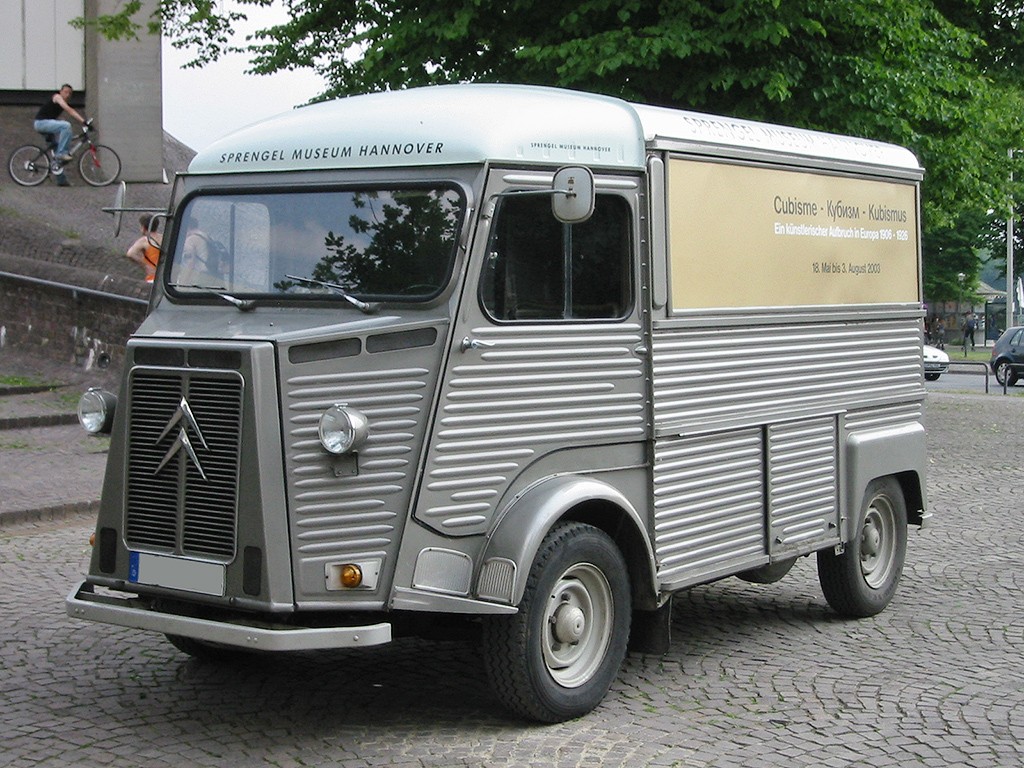
Wellblechkarosserie an einem Citroën Typ H

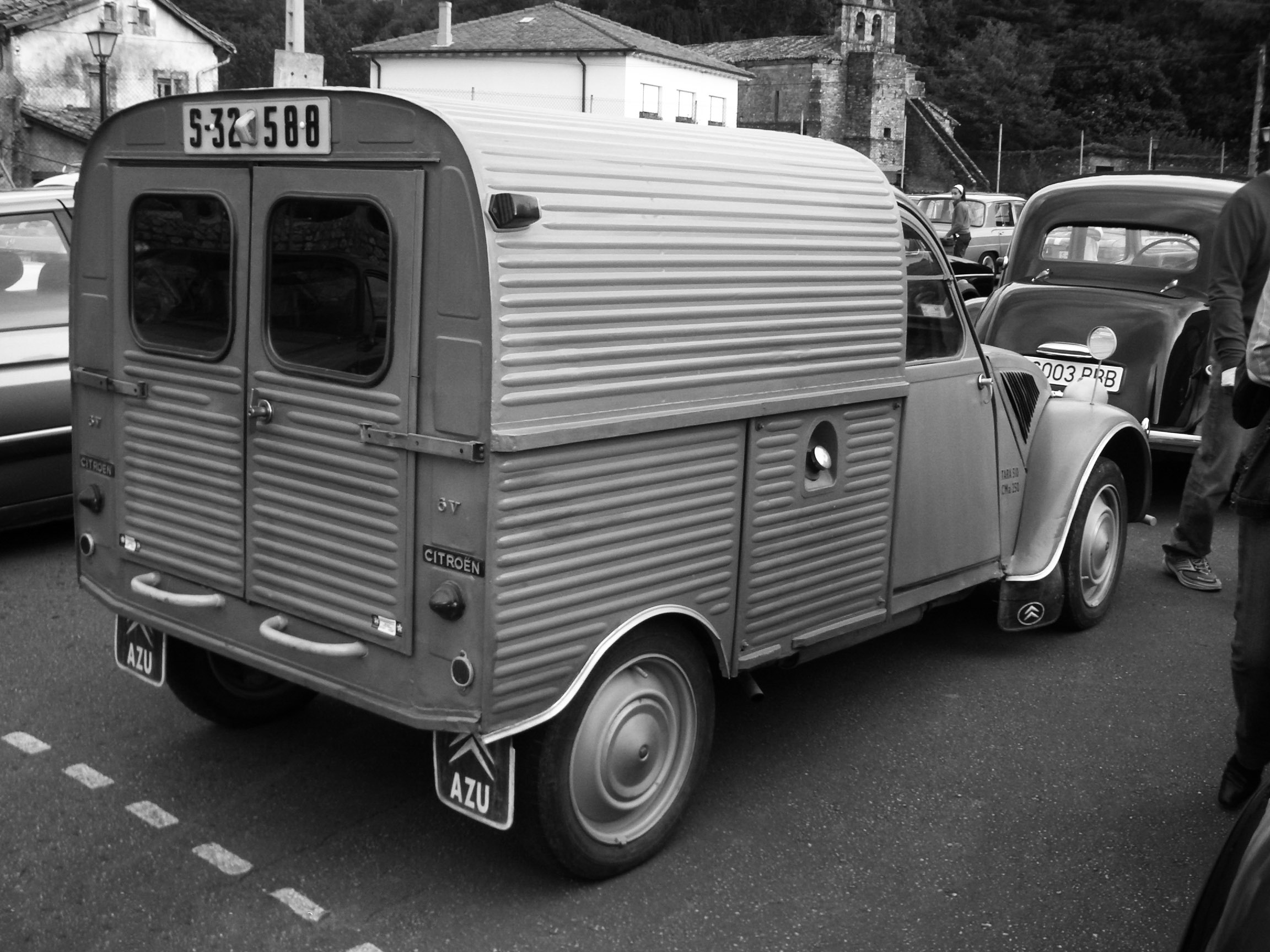
Citroën 2CV AZU

Wellblech wird überwiegend als Witterungsschutz für raumabschließende Bauteile verwendet, am häufigsten als Dachdeckung. Große Verbreitung haben Well- und Trapezbleche bei Industriegebäuden sowie bei temporären oder improvisierten Gebäuden, etwa in Slums. Das französische Wort für Slum, Bidonville, kommt von französisch bidon ‚Blechkanister‘.
Auch Fahr- und Flugzeuge wurden aus Wellblech gebaut. Besonders bekannt ist die Junkers Ju 52/3m mit Rumpf und Flügeln aus Aluminiumblech. Der Lieferwagen Citroën Typ H und die erste Version des Citroën 2CV (Ente) bestanden teilweise aus gesickten, wellblechartig profilierten Blechen.
Im Ersten Weltkrieg wurden mobile Wellblechgebäude („Nissenhütten“) verwendet, die heute auch Rundbogenhallen genannt werden. Sie haben einen geringen Platzbedarf, sind im Vergleich zu Hallen aus Trapezblech einfach zu errichten (abhängig von Schneelast und Windlast) und benötigen als mobile Gebäude nicht unbedingt eine Baugenehmigung.

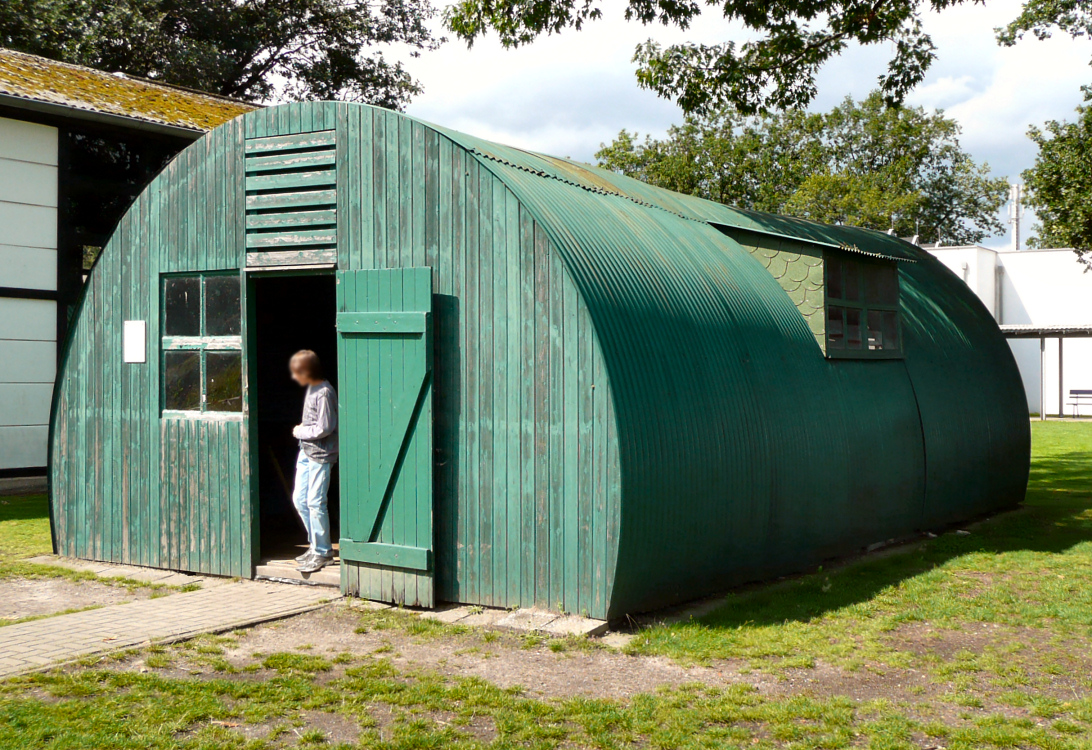
Nissenhütte im Panzermuseum Munster